# Império do Espírito Santo da Terra Chã

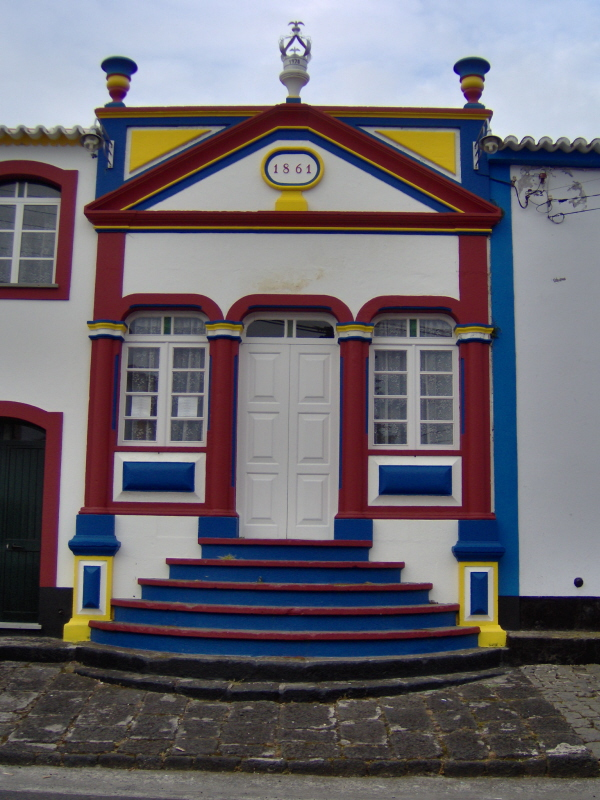
Império do Espírito Santo do Terreiro.

O Império do Espírito Santo da Terra Chã é um Império do Espírito Santo português que se localiza na freguesia da Terra Chã, no concelho de Angra do Heroísmo, ilha Terceira, arquipélago dos Açores.
A data de construção deste templo recua ao século XIX, mais precisamente ao ano de 1861.